# European Champions Cup 2015
La European Champions Cup 2015 è stata la 52ª edizione della massima competizione europea per club di baseball.

## Formula
Il format del torneo prevede una fase a gironi in cui le squadre partecipanti sono state sorteggiate in due gironi di qualificazione, uno disputato a Rotterdam e l'altro a Parigi. Le prime due classificate di ciascun girone si scontrano in una partita secca, che sancisce la squadra avente diritto a prendere parte alla serie finale.
Inoltre, le nazioni delle prime quattro classificate di ogni girone avranno diritto a partecipare anche all'European Champions Cup 2016. La nazione dell'ultima squadra di ogni girone perderà il proprio posto, retrocedendo in Coppa CEB.

## Fase a gruppi

### Torneo di qualificazione di Parigi
| Parigi 2 giugno 2015, ore 12:00 | T&A San Marino | 5 – 2 referto | CNF UnipolSai Bologna | Stade Pershing |

| Chartres 2 giugno 2015, ore 15:00 | Solingen Alligators | 1 – 11 referto | L&D Amsterdam Pirates | Terrain de Gellainville |

| Parigi 2 giugno 2015, ore 17:00 | Brest Zubrs | 1 – 14 (al 7º) referto | PUC | Stade Pershing |

| Parigi 3 giugno 2015, ore 12:00 | L&D Amsterdam Pirates | 6 – 0 referto | T&A San Marino | Stade Pershing |

| Chartres 3 giugno 2015, ore 15:00 | CNF UnipolSai Bologna | 15 – 0 (al 6º) referto | Brest Zubrs | Terrain de Gellainville |

| Parigi 3 giugno 2015, ore 17:00 | PUC | 4 – 17 (all'8º) referto | Solingen Alligators | Stade Pershing |

| Parigi 4 giugno 2015, ore 12:00 | L&D Amsterdam Pirates | 8 – 0 referto | Brest Zubrs | Stade Pershing |

| Chartres 4 giugno 2015, ore 15:00 | T&A San Marino | 4 – 0 referto | Solingen Alligators | Terrain de Gellainville |

| Parigi 4 giugno 2015, ore 17:00 | PUC | 0 – 11 (al 7º) referto | CNF UnipolSai Bologna | Stade Pershing |

| Parigi 5 giugno 2015, ore 12:00 | Solingen Alligators | 10 – 18 referto | CNF UnipolSai Bologna | Stade Pershing |

| Chartres 5 giugno 2015, ore 15:00 | T&A San Marino | 15 – 0 (al 5º) referto | Brest Zubrs | Terrain de Gellainville |

| Parigi 5 giugno 2015, ore 17:00 | L&D Amsterdam Pirates | 15 – 3 (al 7º) referto | PUC | Stade Pershing |

| Parigi 6 giugno 2015, ore 12:00 | CNF UnipolSai Bologna | 9 – 0 referto | L&D Amsterdam Pirates | Stade Pershing |

| Chartres 6 giugno 2015, ore 15:00 | Brest Zubrs | 1 – 20 (all'8º) referto | Solingen Alligators | Terrain de Gellainville |

| Parigi 6 giugno 2015, ore 17:00 | PUC | 1 – 11 (al 7º) referto | T&A San Marino | Stade Pershing |

#### Classifica
| Pos. | Squadra               | G | V | P | %    | GB  |
| ---- | --------------------- | - | - | - | ---- | --- |
| 1.   | CNF UnipolSai Bologna | 5 | 4 | 1 | .800 | 0.0 |
| 2.   | L&D Amsterdam Pirates | 5 | 4 | 1 | .800 | 0.0 |
| 3.   | T&A San Marino        | 5 | 4 | 1 | .800 | 0.0 |
| 4.   | Solingen Alligators   | 5 | 2 | 3 | .400 | 2.0 |
| 5.   | PUC                   | 5 | 1 | 4 | .200 | 3.0 |
| 6.   | Brest Zubrs           | 5 | 0 | 5 | .000 | 4.0 |

* Vista la parità tra Bologna, Amsterdam e San Marino sia nel record complessivo (4-1) che negli scontri diretti totali (1-1), i piazzamenti sono stati decretati dal Team Quality Balance (TQB), ovvero la differenza tra punti segnati diviso riprese offensive giocate e punti subiti diviso riprese difensive giocate.

Bologna è prima con un TQB di 0,3529, Amsterdam e San Marino entrambi a -0,1764, con gli olandesi secondi in virtù dello scontro diretto contro i sammarinesi.

San Marino ha presentato ricorso avendo un TQB migliore al 16º decimale, ma la Federazione lo ha rigettato, considerando solo i primi 4 decimali.

#### Finale di raggruppamento
| Parigi 7 giugno 2015, ore 15:00 | CNF UnipolSai Bologna | 2 – 1 referto | L&D Amsterdam Pirates | Stade Pershing |

| CNF UnipolSai Bologna qualificata alla serie finale |

### Torneo di qualificazione di Rotterdam
| Rotterdam 2 giugno 2015, ore 10:30 | Templiers de Sénart | 2 – 0 referto | Draci Brno | Familiestadion |

| Rotterdam 2 giugno 2015, ore 15:00 | Rimini Baseball | 8 – 3 referto | Heidenheim Heideköpfe | Familiestadion |

| Rotterdam 2 giugno 2015, ore 19:30 | Curaçao Neptunus | 12 – 0 (al 7º) referto | KNTU Elizavetgrad | Familiestadion |

| Rotterdam 3 giugno 2015, ore 10:30 | KNTU Elizavetgrad | 1 – 8 referto | Rimini Baseball | Familiestadion |

| Rotterdam 3 giugno 2015, ore 15:00 | Heidenheim Heideköpfe | 5 – 1 referto | Templiers de Sénart | Familiestadion |

| Rotterdam 3 giugno 2015, ore 19:30 | Draci Brno | 1 – 6 referto | Curaçao Neptunus | Familiestadion |

| Rotterdam 4 giugno 2015, ore 10:30 | Templiers de Sénart | 2 – 11 referto | Rimini Baseball | Familiestadion |

| Rotterdam 4 giugno 2015, ore 15:00 | KNTU Elizavetgrad | 6 – 11 referto | Draci Brno | Familiestadion |

| Rotterdam 4 giugno 2015, ore 19:30 | Heidenheim Heideköpfe | 1 – 15 (al 7º) referto | Curaçao Neptunus | Familiestadion |

| Rotterdam 5 giugno 2015, ore 10:30 | Heidenheim Heideköpfe | 7 – 5 referto | KNTU Elizavetgrad | Familiestadion |

| Rotterdam 5 giugno 2015, ore 15:00 | Rimini Baseball | 2 – 6 referto | Draci Brno | Familiestadion |

| Rotterdam 5 giugno 2015, ore 20:15 | Templiers de Sénart | 1 – 4 referto | Curaçao Neptunus | Familiestadion |

| Rotterdam 6 giugno 2015, ore 10:30 | Draci Brno | 5 – 1 referto | Heidenheim Heideköpfe | Familiestadion |

| Rotterdam 6 giugno 2015, ore 15:00 | Curaçao Neptunus | 5 – 3 referto | Rimini Baseball | Familiestadion |

| Rotterdam 6 giugno 2015, ore 19:30 | KNTU Elizavetgrad | 3 – 7 referto | Templiers de Sénart | Familiestadion |

#### Classifica
| Pos. | Squadra               | G | V | P | %     | GB  |
| ---- | --------------------- | - | - | - | ----- | --- |
| 1.   | Curaçao Neptunus      | 5 | 5 | 0 | .1000 | 0.0 |
| 2.   | Draci Brno            | 5 | 3 | 2 | .600  | 2.0 |
| 3.   | Rimini Baseball       | 5 | 3 | 2 | .600  | 2.0 |
| 4.   | Heidenheim Heideköpfe | 5 | 2 | 3 | .400  | 3.0 |
| 5.   | Templiers de Sénart   | 5 | 2 | 3 | .400  | 3.0 |
| 6.   | KNTU Elizavetgrad     | 5 | 0 | 5 | .000  | 5.0 |

* Brno secondo in virtù dello scontro diretto contro Rimini.

#### Finale di raggruppamento
| Rotterdam 7 giugno 2015, ore 13:00 | Curaçao Neptunus | 8 – 2 referto | Draci Brno | Familiestadion |

| Curaçao Neptunus qualificato alla serie finale |

## Finali

### Gara 1
| Bologna 6 agosto 2015, ore 21:00 Gara 1                                                | CNF UnipolSai Bologna | 5 – 3 referto               | Curaçao Neptunus | Stadio Gianni Falchi |
| \| \| \| \| \| Suárez al 5º da 3 punti \| Fuoricampo \| Boekhoudt all'8º da 3 punti \| |                       |                             |                  |                      |
|                                                                                        |                       |                             |                  |                      |
| Suárez al 5º da 3 punti                                                                | Fuoricampo            | Boekhoudt all'8º da 3 punti |                  |                      |

### Gara 2
| Rotterdam 8 agosto 2015, ore 19:30 Gara 2   | Curaçao Neptunus | 3 – 2 referto | CNF UnipolSai Bologna | Familiestadion |
| \| \| \| \| \| Daantji, Diaz \| Doppi \| \| |                  |               |                       |                |
|                                             |                  |               |                       |                |
| Daantji, Diaz                               | Doppi            |               |                       |                |

### Gara 3
| Rotterdam 9 agosto 2015, ore 12:00 Gara 3   | Curaçao Neptunus | 7 – 3 referto | CNF UnipolSai Bologna | Familiestadion |
| \| \| \| \| \| Legito \| Doppi \| Suárez \| |                  |               |                       |                |
|                                             |                  |               |                       |                |
| Legito                                      | Doppi            | Suárez        |                       |                |

## Vincitore
| Campione d'Europa 2015 Curaçao Neptunus 8º titolo |